# Combleux
Combleux är en kommun i departementet Loiret i regionen Centre-Val de Loire strax norr Frankrikes mitt. Kommunen ligger i kantonen Chécy som tillhör arrondissementet Orléans. År 2022 hade Combleux 524 invånare.

## Befolkningsutveckling
Antalet invånare i kommunen Combleux
| Referens: INSEE |